# Пушкіна Надія Осипівна
Надія Осипівна Пушкіна (до шлюбу Ганнібал; 21 червня [2 липня] 1775, Суйда, Санкт-Петербурзька губернія — 17 [29] березня 1836, Санкт-Петербург) — дочка Осипа Абрамовича Ганнібала і Марії Олексіївни Ганнібал, мати О. С. Пушкіна.

## Біографія
До шлюбу жила в Петербурзі і в маєтку Кобріно, отриманому її матір'ю по суду від чоловіка. Її батько, Осип Абрамович Ганнібал, капітан морської артилерії, палкий і легковажний, одружився при живій дружині з іншою жінкою. Хоча другий шлюб був розірваний, подружжя не стало жити разом і мати Марія Олексіївна Ганнібал присвятила себе вихованню дочки Надії.
Надія Осипівна отримала освіту, прекрасно володіла французькою. Була веселою, життєрадісною, мала велике коло знайомих, вільно почувалася в світському суспільстві. Навколишні захоплювалися її красою, називали прекрасною креолкою, підкреслюючи незвичайне походження дівчини.
28 вересня 1796 року вона обвінчалася з Сергієм Пушкіним у церкві села Воскресенського, що по сусідству з Кобріним. Разом подружжя прожило 40 років у взаємній любові. У них було вісім дітей, з них вижили четверо: Ольга, старша з них, Олександр, а також Микола і Лев. Решта дітей — Павло, Михайло, Платон і Софія — померли в дитинстві.
З дітьми Надія Осипівна була сувора з ранніх років. Улюбленцем старших Пушкіних був син Лев. А ось відносини між Олександром Пушкіним і матір'ю завжди були прохолодними. Проте і мати, і батько пишалися талантом старшого сина.
Надія Пушкіна останні місяці життя квартирувала в Санкт-Петербурзі в будинку Какушкіної на розі Шестилавочної вулиці і 2-го Графського провулка (нині вулиці Маяковського і Саперного провулка). Там же вона й померла 29 березня 1836 року. Під час останньої хвороби матері Пушкін зблизився з нею, а після її смерті важко переживав втрату. Він єдиний з усієї родини супроводжував тіло матері для поховання в Святогорський монастир. Тоді ж він купив ділянку землі поруч з її могилою для себе.